# Missing Pieces
Missing Pieces es el cuarto álbum de estudio de la banda de Hard rock y glam metal, Autograph. En este se aprecian todos los temas nuevos menos Turn Up The Radio, la canción más famosa del grupo, del álbum más famoso del grupo, el debut Sign in Please. De todos modos, obtuvo muy buenos comentarios.

## Lista de canciones
| N.º | Título                    | Duración |  |
| 1.  | «All Night Long»          |          |  |
| 2.  | «Heartattack»             |          |  |
| 3.  | «When I'm Gone»           |          |  |
| 4.  | «I've Got You»            |          |  |
| 5.  | «One-Way Dead-End Street» |          |  |
| 6.  | «Sanctuary»               |          |  |
| 7.  | «Sweet Temptation»        |          |  |
| 8.  | «Love Comes Easy»         |          |  |
| 9.  | «Angel In Black»          |          |  |
| 10. | «Turn Up The Radio»       | 4:38     |  |
| 11. | «Angela»                  |          |  |

- Datos: Q3859217